# Simo (rey de Arcadia)
En la mitología griega, Simó era un rey de Arcadia, hijo y sucesor de Fíalo. A su vez tuvo un hijo llamado Pompo, que le sucedió.